# Schlacht bei Luzzara
Carpi – Chiari – Cremona – Castiglione (I) – Santa Vittoria – Luzzara – Cassano – Nizza – Calcinato – Turin – Castiglione (II) – Gaeta – Syrakus
Die Schlacht bei Luzzara fand am 15. August 1702 während des Spanischen Erbfolgekrieges statt. Den kaiserlichen Truppen unter Eugen von Savoyen stand eine französisch-spanische Armee unter Louis II. Joseph de Bourbon, duc de Vendôme und König Philipp V. von Spanien gegenüber. Die Schlacht endete ohne einen eindeutigen Sieg.

## Vorgeschichte
Nach der Niederlage der kaiserlichen Truppen bei St. Vittoria gegen die französischen Truppen unter Louis II. Joseph de Bourbon, duc de Vendôme musste der kaiserliche Oberbefehlshaber in Italien Eugen von Savoyen die zuvor begonnene Belagerung von Mantua abbrechen. Er wollte nun das Gebiet um Modena und Morandola militärisch decken und war bereit, dafür auch eine größere Schlacht zu wagen.
Dies war ein beträchtliches Risiko, verfügte er selbst doch nur über etwa 25000 Mann. Die vereinigte Armee aus spanischen und französischen Einheiten dagegen war 30000 bis 35000 Mann stark. Befehligt wurde diese von Vendome und Philipp V. von Spanien.
Neben der Hauptarmee ließ Eugen von Savoyen auch die Orte Bresello, Borgoforte, Ostiglia, Guastalla und Luzzara besetzen. In Luzzara befand sich eine Schiffbrücke über den Po. Die Eroberung des Flussübergangs war Ziel der spanisch-französischen Armee und diese rückte am Morgen des 15. August auf den Ort vor.
Die von Vendome kommandierte Vorhut bestand aus 24 Kompanien Grenadiere und einigen Reiterregimentern. Die spanisch-französische Hauptmacht folgte in zwei Kolonnen. Die rechte wurde von Philipp V. und die linke von Graf Teffe kommandiert. Als die französische Vorhut gegen 8 Uhr bei Luzzara eintraf, forderte Vendome den österreichischen Ortskommandanten auf, den Ort zu übergeben. Dieser hatte jedoch den Befehl, Luzzara bis zum letzten Mann zu verteidigen, ließ auf die Franzosen schießen und zog sich mit seiner Truppe in einen Turm zurück, der darauf von der gegnerischen Armee umstellt wurde. Jenseits des Ortes schlug das französisch-spanische Heer sein Lager auf.
Prinz Eugen hatte durch Spione von den Vorgängen in Luzzara erfahren und wollte dort dem Gegner eine Schlacht liefern. Er hoffte auf eine Überrumpelung des Gegners. Mit seiner Armee überschritt er unbemerkt den Po. Geschützt von einem großen Damm, der zum Schutz vor Überflutungen diente, konnten die kaiserlichen Truppen nah an die französisch-spanische Armee herankommen. Nur durch Zufall wurden die Österreicher doch entdeckt.

## Verlauf
Daraufhin brach die französische Armee den Aufbau des Lagers ab und formierte sich in aller Eile. Vendome stellte zwei Korps bestehend aus Infanterie und Kavallerie auf beiden Flügeln auf. Auf dem Damm postierte er eine Batterie Artillerie.
Auch Eugen stellte seine Truppen auf. Der rechte Flügel der Kaiserlichen wurde von Karl von Lothringen-Commercy kommandiert. Die Infanterie überwand einen Kanal und stieg über den Damm. Für die Kavallerie wurden extra Durchbrüche gemacht. Der Prinz von Commercy begann mit dem Angriff auf dem rechten Flügel. Das Gelände vor seinen Truppen war durch zahlreiche Hecken und Gräben sehr ungünstig. Die Reiterei konnte kaum eingesetzt werden. Den Kaiserlichen marschierte der linke spanisch-französische Flügel entgegen. Auf kurzen Abstand gaben beide Seiten ihre ersten Salven ab.
Nachdem Commercy gefallen war, begannen die kaiserlichen Truppen zurückzuweichen. Sie konnten wieder gesammelt werden und es gelang ihnen unter Befehl Eugens, die Gegner aus dem Bereich der Hecken und Gräben zu vertreiben. Vorübergehend wurden die kaiserlichen Truppen zurückgetrieben, ehe sie hier die Oberhand gewannen. Auf dem linken Flügel der Kaiserlichen, kommandiert von Guido von Starhemberg, ließ dieser auch angreifen. Der Infanterie standen auf französisch-spanischer Seite dort auch die gesamte schwere Kavallerie und verschiedene abgesessene Dragonerregimenter gegenüber. Der erste Angriff Starhembergs scheiterte. Nachdem dieser seine Einheiten, verstärkt um Kürassiere und Dragoner, gesammelt hatte, ließ er erneut zum Angriff übergehen. Die französische Kavallerie wurde besiegt, und die spanisch-französische Infanterie wankte und zog auch die Mitte nach sich.
Der Herzog von Vendome gelang es trotz aller Versuche nicht, den verlorenen Boden wieder zu gewinnen. Während der Nacht gingen die Kämpfe weiter. Aber auch den Kaiserlichen gelang es nicht, weiter vorzudringen. Der Kampf endete als Folge der Erschöpfung beider Heere tief in der Nacht. Beide Armeen lagerten auf dem Schlachtfeld. Prinz Eugen verschanzte sich, weil er mit einer Fortsetzung der Kämpfe am nächsten Morgen rechnete, wozu es allerdings nicht kam.

## Folgen
Beide Seiten schrieben sich den Sieg in der Folge zu. Die Kaiserlichen konnten sich zwar behaupten, konnten aber Guastalla nicht entsetzen. Die Angaben über die Verluste schwanken bei den verschiedenen Autoren. Dabei war die Zahl der Verwundeten auf französisch-spanischer Seite höher als bei den Kaiserlichen.